# Nathalie Etoké

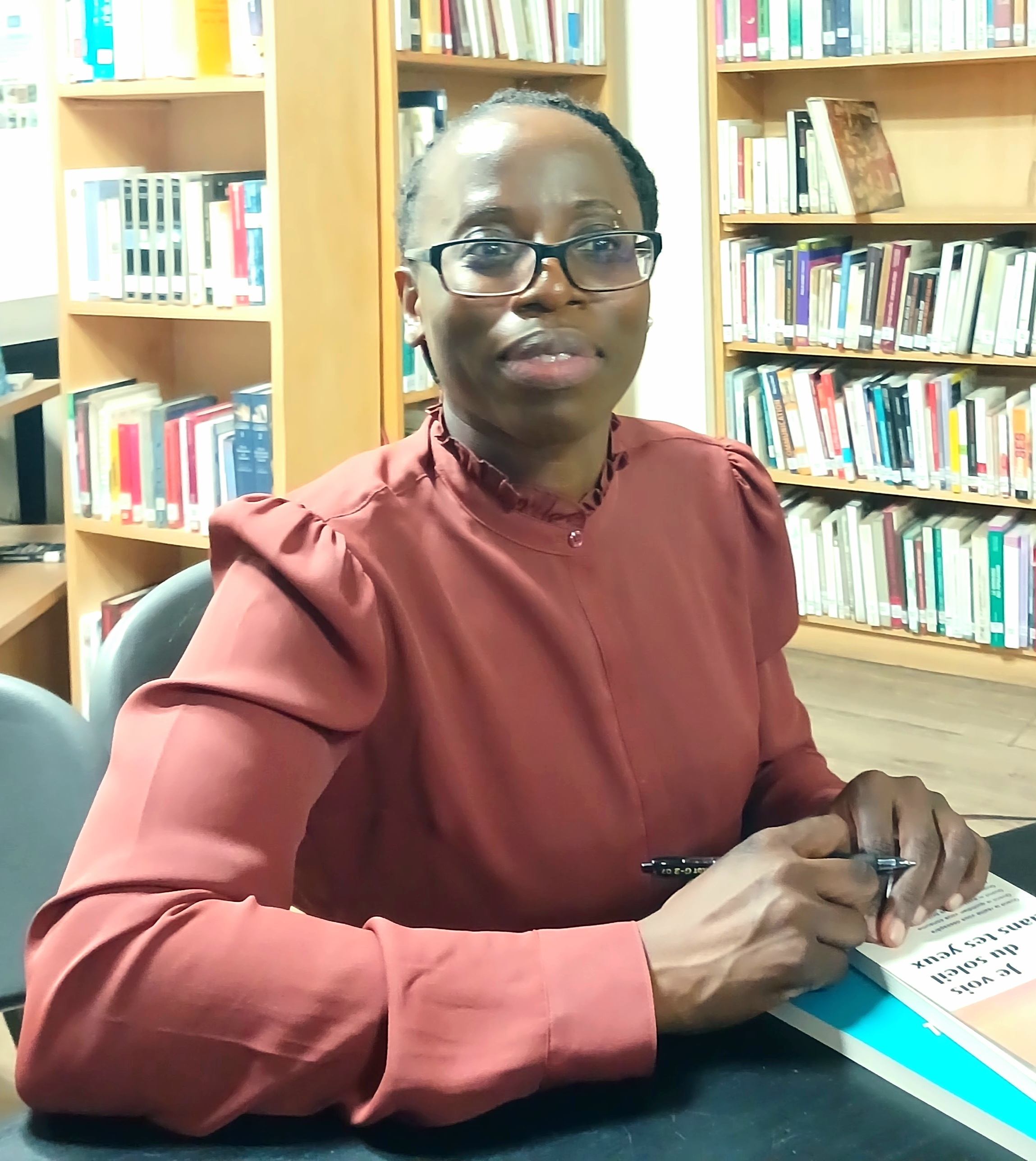
Nathalie Etoké

Nathalie Etoké (* 20. Juni 1977 in Paris) ist eine kamerunische Literatur- und Kulturwissenschaftlerin sowie Schriftstellerin. Sie ist Associate Professor für Frankophone und Africana Studies an der City University of New York.

## Leben
Von 1978 bis 1995 lebte Nathalie Etoké in Kamerun und kehrte für ihr Studium nach Frankreich zurück. Sie studierte fünf Jahre an der Universität Lille III und schloss mit einer Maîtrise in Moderner Literatur und einem Diplôme d’études approfondies (DEA) von der Université de Cergy-Pontoise ab. 2001 ging sie in die USA und setzte ihr Studium an der Northwestern University in Evanston (Illinois) fort. Dort wurde sie im Juni 2006 zum Ph.D. in Französisch promoviert. Nach ihrer Promotion war sie Gastwissenschaftlerin an der Brown University. Von 2009 bis 2019 hatte sie eine Assistenzprofessur für Französisch und Africana Studies (interdisziplinäre Studien zu Völkern Afrikas und der afrikanischen Diaspora) im Department of French am Connecticut College inne.  Seit 2019 ist sie Associate Professor am Graduate Center der City University of New York (CUNY).
Nathalie Etoké arbeitet über Themen des afrikanischen bzw. afro-diasporischen Films, Theater und Philosophie und zur LGBT im Kontext der afrikanischen Diaspora. Sie beschäftigt sich mit der Melancholia Africana („loss, mourning and survival in Africa, America and the Caribbean“) und kulturwissenschaftlichen Aspekten von Immigration, postkolonialen französischen Identitäten, französischem Hip-Hop und urbanem Film.
Etoké schrieb zahlreiche Kurzgeschichten, Gedichte, Artikel, Novellen.

## Publikationen (Auswahl)
Belletristik
- Un amour sans papiers. Editions Cultures Croisées, Paris 1999, ISBN 2-913059-03-1 (Roman)
- Je vois du soleil dans tes yeux. Presses de l’Université Catholique d’Afrique Centrale (PUCAC), Yaoundé, Cameroun 2008, ISBN 2-84849-032-2 (Roman)[3]

Fachliteratur
- L’écriture du corps féminin dans la littérature de l'Afrique francophone au sud du Sahara. L’Harmatton, Paris 2010, ISBN 978-2-296-12443-1